# 佐津インターチェンジ
佐津インターチェンジ（さつインターチェンジ）は、兵庫県美方郡香美町香住区下岡（旧・城崎郡香住町）にある、山陰近畿自動車道の一部として建設された国道178号香住道路の起点のインターチェンジである。

## 歴史
- 2005年（平成17年）3月27日 - 佐津IC-香住IC間開通

## 接続する道路
- 国道178号
- 兵庫県道256号三川下岡線

## 隣
E9山陰近畿自動車道（香住道路）
(1)佐津IC - (2)香住IC